# ليندسي فلانغن
ليندسي فلانغن (بالإنجليزية: Lindsay Flanagan)‏ هي عداءة مراثونية أمريكية، ولدت في 24 يناير 1991 في روسلي في الولايات المتحدة.

## وصلات خارجية
- ليندسي فلانغن على موقع الاتحاد الدولي لألعاب القوى (الإنجليزية)
- ليندسي فلانغن على موقع الاتحاد الأمريكي لسباقات المضمار والميدان (الإنجليزية)
- ليندسي فلانغن على موقع TFRRS.org (الإنجليزية)
- ليندسي فلانغن على موقع اللجنة الأولمبية والبارالمبية الأمريكية (الإنجليزية)